# Dudík
Příjmení  Dudík (ženská podoba Dudíková), je pravděpodobně slovanského původu. V Česku žilo ke dni 5. září 2013 231 mužů a 235 žen s tímto příjmením.
O původu příjmení existuje několik teorií:
- podle některého místopisného názvu (Dudín, Dudince, Dudinka, Dudinskoje (Rusko), Dudica (Makedonie))
- odvození ze staročeského výrazu dudík (tlusté jelito)
- odvození od apelativu dudák či dudek[2]
- zkomolení či odvození od jiného příjmení (Duda, Dudzik, Budík)

Podle teorie Bedy Dudíka může příjmení pocházet i z Uher
Nejstarší dosud zjištěný nositel příjmení byl Mikuláš Dudík z Kornic (1460), snad totožný s rychtářem tamtéž (1473).
Většina nositelů příjmení Dudik v západní Evropě pochází podle německého Sigfrieda Dudika z jednoho předka jménem Blasius Dudík, který odešel z Čech po bitvě na Bílé hoře.

## Známí nositelé příjmení
- Antonín Dudík, kněz, spisovatel, bratr Bedy
- Beda Dudík (1815–1890), historik, bratr Antonína
- Dimitrij Dudík (* 1963), rozhlasový režisér
- Dmitrij Dudik (* 1977), běloruský hokejista
- Dušan Dudík (1919–1998), středoškolský učitel, autor učebnic, prasynovec Bedy
- Jana Berdychová (1909–2007), rozená Dudíková, pedagožka a profesorka, sestra Dušana
- Marie Dudíková (* 1956), česká politička a pracovnice odběrového transfuzního střediska
- Pavol Dudík (* 1968), slovenský fotbalista
- Petr Dudík, hudebník ve skupině KEKS
- Samko Dudík (1880–1967), lidový muzikant a herec

## Podobná příjmení
- Dudek (příjmení)
- Dusík (rozcestník)